# XpressMusic

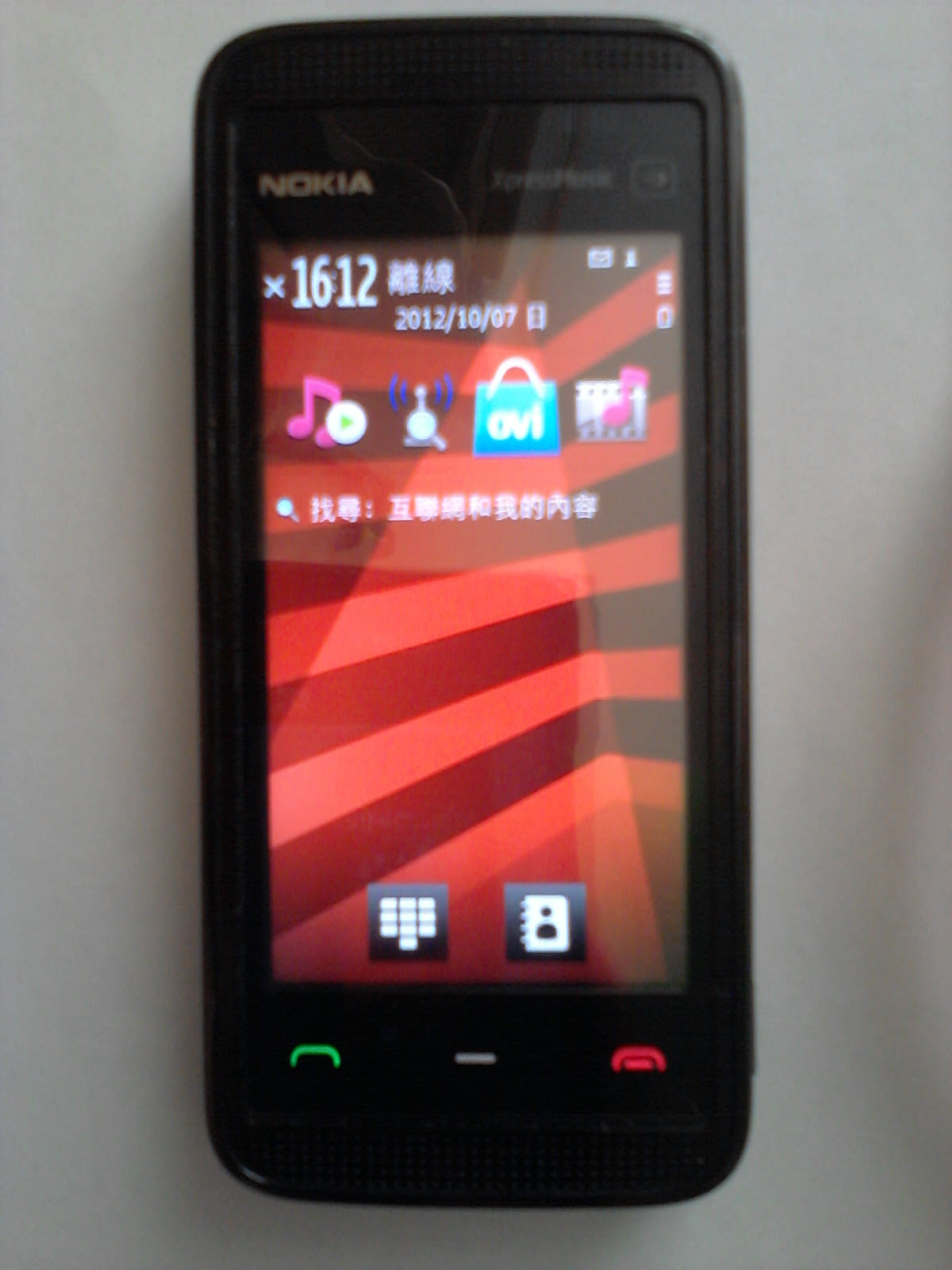
Nokia 5530 XpressMusic

XpressMusic es una línea de teléfonos celulares de la marca finlandesa Nokia, destinados especialmente a la reproducción de música con un microchip dedicado, que alcanza las 20 horas de reproducción Estéreo de alta calidad. La mayoría de estos celulares tienen un puerto MicroSD Hotswap de gran capacidad de almacenamiento. Además estos teléfonos celulares salieron a la venta para competir, con la línea Walkman de Sony Ericsson y la Línea Motorokr de Motorola.

## Modelos
Algunos ejemplos de estos teléfonos son:
- Nokia 3250 XpressMusic (2005)
- Nokia 5130 XpressMusic (2008)
- Nokia 5220 XpressMusic (2008)
- Nokia 5200 XpressMusic (2006)

- Nokia 5300 XpressMusic (2006)

- Nokia 5310 XpressMusic (2007)
- Nokia 5320 XpressMusic (2008)
- Nokia 5330 XpressMusic (2009)
- Nokia 5530 XpressMusic  (2009)
- Nokia 5610 XpressMusic  (2008)
- Nokia 5630 XpressMusic (2009)
- Nokia 5700 XpressMusic  (2006)
- Nokia 5730 XpressMusic (2009)
- Nokia 5800 XpressMusic  (2008)
- Nokia X1-00 (la música se reproduce como XpressMusic) (2011)
- Nokia X1-01 (la música se reproduce como XpressMusic) (2011)
- Nokia X2-00 (la música se reproduce como XpressMusic) (2010)
- Nokia X2-01 (la música se reproduce como XpressMusic) (2011)
- Nokia X2-02 (la música se reproduce como XpressMusic) (2012)
- Nokia X2-03 (la música se reproduce como XpressMusic) (2010)
- Nokia X5-00 (la música se reproduce como XpressMusic) (2010)
- Nokia X5-01 (la música se reproduce como XpressMusic) (2012)
- Nokia X3-00 (la música se reproduce como XpressMusic) (2009)
- Nokia X3-01 (la música se reproduce como XpressMusic) (2010)
- Nokia X3-02 (la música se reproduce como XpressMusic) (2011)
- Nokia X6-00 (la música se reproduce como XpressMusic) (2009)
- Nokia X7-00 (la música se reproduce como XpressMusic)  (2011)